# Абд ар-Рашид-хан I
Абд ар-Рашид-хан I Абу-л-Музаффар (перс. عبد الرشید خان‎; 1509/1510, Моголистан — 1559, Хотан) — хан кыргызов (1522—1526), хан Яркендского ханства (1533—1559). Сын Султан-Саид-хана. Он пришёл к власти в Яркенде в 1533 году, когда его отец и предшественник Султан-Саид умер от горной болезни во время военной экспедиции в районе Кашмира.

## Правление
В 1523—1533 г. был наместником (хакимом) в Аксу, где подавил мятеж Эмин-Ходжи-султана. Вступив на престол после смерти отца, круто изменил привычный внешнеполитический курс, отказавшись от традиционного союза с узбеками-казахами и заключив союз с давними врагами — Шейбанидами Мавераннахра. В 1537 г. союзные войска одержали крупную победу над казахами в местности Чагат у р. Келес, в результате которой власть Абд ар-Рашид-хана I распространилась на Центральный Моголистан.
В 1538 году он заключил договор с бухарским ханом Убайдуллой. Он также заключил аналогичный договор с Империей Моголов. Во время переговоров с Убайдуллой в Кашгар из Самарканда прибыл суфийский учитель Накшбандия Ахмад Касани (1462-1542), известный как Махдуми Азам ("Великий Мастер"), и получил там землю.
Потомки старшего сына Махдума Мухаммада Амина (умер в 1598 году), или Ишан Калан, основатель Ишкийской ветви суфийского ордена (тариката) Накшбанди ходжаган, обосновались в Кашгаре и стали известны как актаглики, то есть жители Тянь-Шаня (или "Белых гор"). Потомки его второго сына, Исхака Вали (умер в 1599 году), основателя ветви "Исхакия" суфийского ордена Накшбанди ходжагана, обосновались в Яркенде и стали известны как каратаглики (или "Чёрных гор"), то есть Памира, Каракорума и Куньлуня.
Около 1553 г. он назначил своего старшего сына Абд ал-Латиф-султана хакимом в Центральном Моголистане (с центром в Аксу) для сдерживания набегов казахов и киргизов. В борьбе с ними Абд ал-Латиф-султан погиб около 1555/6 г. в возрасте 29 лет. В ответ на это Абд ар-Рашид-хан I нанёс казахам сокрушительное поражение в окрестностях оз. Иссык-Куль.
Абд ар-Рашид-хану I, несмотря на множество успешных походов, всё же не удалось полностью подчинить территорию бывшего Моголистана. Для это требовалось создавать опорные пункты, держать гарнизоны, вновь заселять внутренние районы Моголистана моголами, что было практически невозможно сделать с армией менее 40 тыс. человек. Киргизы после каждого поражения отходили в Или-Иртышское междуречье и при благоприятных условиях вновь возвращались. Вместе с тем этому хану Мамлакат-и Моголийе удалось превратить районы, лежавшие непосредственно к северу от границ государства в сферу своего влияния и тем самым на некоторое время приостановить движение киргизских племён в западном и юго-западном направлении.
Правитель Кашгарии Абд ар-Рашид-хан чрезвычайно справедливый государь; среди потомков Чингиза нет правосуднее его. На своих подданных он наложил только ушр и не взимает с них незаконных поборов, как это делают бухарские ханы.Сейфи Челеби, ТАВАРИХ
Абд ар-Рашид-хан отличался мощью тела и силой рук. Он не имел себе равных в стрельбе из лука, а также был талантливым музыкантом, написал музыку Ширашангиз, которая была очень популярна в Яркендском ханстве. Он также полностью выучил 12 мукамов, классическую уйгурскую музыку. Подобно халифу Харуну ар-Рашиду, Абд ар-Рашид любил бродить переодетым и не узнанным среди простых людей. Он трижды ездил в Хотан в таком виде и умер там во время своего последнего путешествия.
Могульский летописец Мухаммад Хайдар Доглат посвятил исторический труд "Тарихи-и-Рашиди" имени Абд ар-Рашид хана

## Жёны и дети
- Чучук-ханым - дочь казахского Адик-султана, сына казахского Джанибек-хана и Султан-Нигар-ханым, дочери Йунус-хана.
  - Абд ал-Латиф-султан - наследник престола, хаким Аксу и Уча (ок. 1553-1555/6), погиб при жизни отца в возрасте 29 лет во время казако-киргизского нападения на его лагерь.
  - Абд ал-Карим-хан
  - Абд ар-Рахим-султан - погиб в битве с тибетцами при жизни отца в возрасте 18 лет.
  - Абд ал-Азиз-султан - умер при жизни отца в возрасте 16 лет по неизвестной причине.
  - Султан-Ибрахим (или Адхам-султан) по прозвищу Суфи-султан - хаким Кашгара в 1572-1588 гг. и Йанги-Хисара с 1559 г.
  - Мухаммад-хан III
  - Абу Саид-султан (ум. ок. 1596 г.) - по некоторым данным, в 1559 г. брат назначил его хакимом Кашгара. В 1560 г. женился на старшей дочери правителя Бадахшана Сулайман-мирзы Мираншахи (правил с 1520 г.) от Харам-бигум, получив область Рустак в приданое. В 1588(?)-1591 гг. хаким Хотана, с 1591 г. хаким Кашгара и Йанги-Хисара, затем Сарикола. В 1612 г. изгнан Шуджа ад-Дин Ахмад-ханом в Мавераннахр, где и умер. Оставил троих детей: Мухаммад-Саид-султан, Абука-султан, Шах-ханым - первая жена Шуджа ад-Дин Ахмад-хана.
- ? - дочь Саййид-мирзы Термизи.
  - Курайш-хан I - хаким Хотана при жизни отца и в 1559-1587/8 гг., в 1587/8 г. объявил себя независимым ханом в Турфане, но был разбит Мухаммад-ханом III, схвачен и выслан в Индию, где умер в конце 1591 г. от дизентерии, оставив пятерых сыновей.
- Хуб-Нигар-ханым - дочь хана Турфана Шах-хана, сына Мансур-хана.
  - Мухаммад-Баки-султан (ум. 1590 г.) - хаким Аксу и Уча 1588-1590 гг.
- ? - женщина сейидского достоинства.
  - Мухаммад-Шах-султан
- ?
  - Йунус-султан - в 1591 г. получил в удел область Каргалык. Его сын Шараф ад-Дин-султан в 1614 г. после гибели Тимур-султана провозгласил себя ханом в Кашгаре, но вскоре был разбит и изгнан. Другой его сын Курайш-хан II после смерти Шуджа ад-Дин Ахмад-хана в 1618 г. 9 дней был ханом Могулии.
  - Абдаллах-султан - занимал должность хафтсади при дворе великого могола Акбара, погиб во время военной экспедиции в Гуджарат около г. Чандаур в 1585-86 г., оставив двоих сыновей.
  - Хаджжи-ханым - замужем за шейбанидским султаном
  - Бади' ал-Джамал-ханым - была замужем за Буйдаш-ханом казахом, сыном Адик-султана, затем за амиром Мухаммади барласом.